# Nabil Swelim
Nabil Muhamed Abdel Swelim (in arabo نبيل ﺳﻮﻳﻠﻢ) (... – 23 settembre 2015) è stato un archeologo, egittologo e ammiraglio egiziano attivo soprattutto negli anni ottanta del XX secolo.

## Biografia
Nabil Swelim iniziò la sua carriera come ufficiale della Marina militare egiziana. Studiò presso l'Accademia Navale di Alessandria, conseguendo nel 1952 il Bachelor of Science, e presso l'Istituto Navale di Izmaïl in Unione Sovietica, conseguendo nel 1963 il titolo di Master of Science (1963). Quindi, nel 1973 conseguì il titolo di Master of Arts presso il Collegio dei comandanti e degli ufficiali di staff del Cairo e nel 1981 il dottorato di ricerca presso l'Università Loránd Eötvös di Budapest.
Quando andò in pensione, aveva raggiunto il grado di contrammiraglio.
Dopo il pensionamento, si è dedicato al suo hobby, l'archeologia. In particolare, si dedicò allo studio delle piramidi.
Fu il padre di Tarek Swelim.

## Attività scientifica
Swelim fu lo scopritore del fossato che circondava il complesso funerario di Djoser e, con Günther Dreyer, diresse gli studi sulla piramide di Sinki negli anni 1980-81.
Partecipò agli scavi della piramide di Seila consentendo l'attribuzione di questa piramide a Snefru.
Nel 1985/86 diresse i primi scavi sistematici sulla piramide Lepsius 1 a Abu Rawash.
A partire dal 2006, Nabil Swelim si dedicò completamente al sostegno di tesi pseudo-scientifiche molto controverse riguardanti le presunte piramidi bosniache di Visoko. Nel 2007, infatti, le classificò come "strutture piramidali". Fu presidente della conferenza internazionale tenutasi nel 2008 e dedicata a queste piramidi.

## Opere principali
- Some Problems on the History of the Third Dynasty. In: Archaeological and Historical Studies. Band 7. The Archaeological Society of Alexandria, Alexandria 1983.
- The Brick Pyramid at Abu Rawash, Number '1' by Lepsius, Publications of the Archeological Society of Alexandria, Alexandria, 1987.
- Alexandrian Studies in Memoriam Daoud Abdu Daoud, BSAA 45(1993) Editor.
- The Pyramid Hills: Visocica and Pljesevica Hrasce, Observations, and Analyses, Sarajevo 2007.
- 7 Layer Monuments of the Early Old Kingdom Forthcoming
- Pyramids of the Third to the Thirteenth Dynasty, Analyses, Catalogues and Developments; 4 Volumes in Preparation
- The Dry Moat of the Netjerykhet Complex in Pyramids studies & other Essays presented to I.E.S. Edwards, 1988 .